# Fujiko Kojima
Fujiko Kojima (小島藤子?, Kojima Fujiko; Tokyo, 16 dicembre 1993) è un'attrice giapponese.
Ha iniziato la sua carriera nel mondo dello spettacolo come tarento quand'era ancora una bambina, per poi partecipare a vari dorama in ruoli d'antagonista e/o di supporto.

## Filmografia

### Televisione
- Kimi Hannin Janai yo ne? (TV Asahi, 2008)
- Cat Street (NHK, 2008, ep.2)
- Shōkōjo Seira (TBS, 2009)
- Nihonjin no Shiranai Nihongo (YTV, 2010, ep.9)
- Asuko March! (TV Asahi, 2011, ep.1)
- Ashita no Hikari wo Tsukame 2 (Tokai TV, 2011)
- Teen Court (NTV, 2012) (ep.1-2)
- Sprout (NTV, 2012)
- Shiritsu Bakaleya Koukou (2012) (ep.8)

### Cinema
- Oppai Walley (2009)
- Shodo Girl! Watashitachi no koshien (2010)
- Runway Beat (2011)